# Hergisdorf

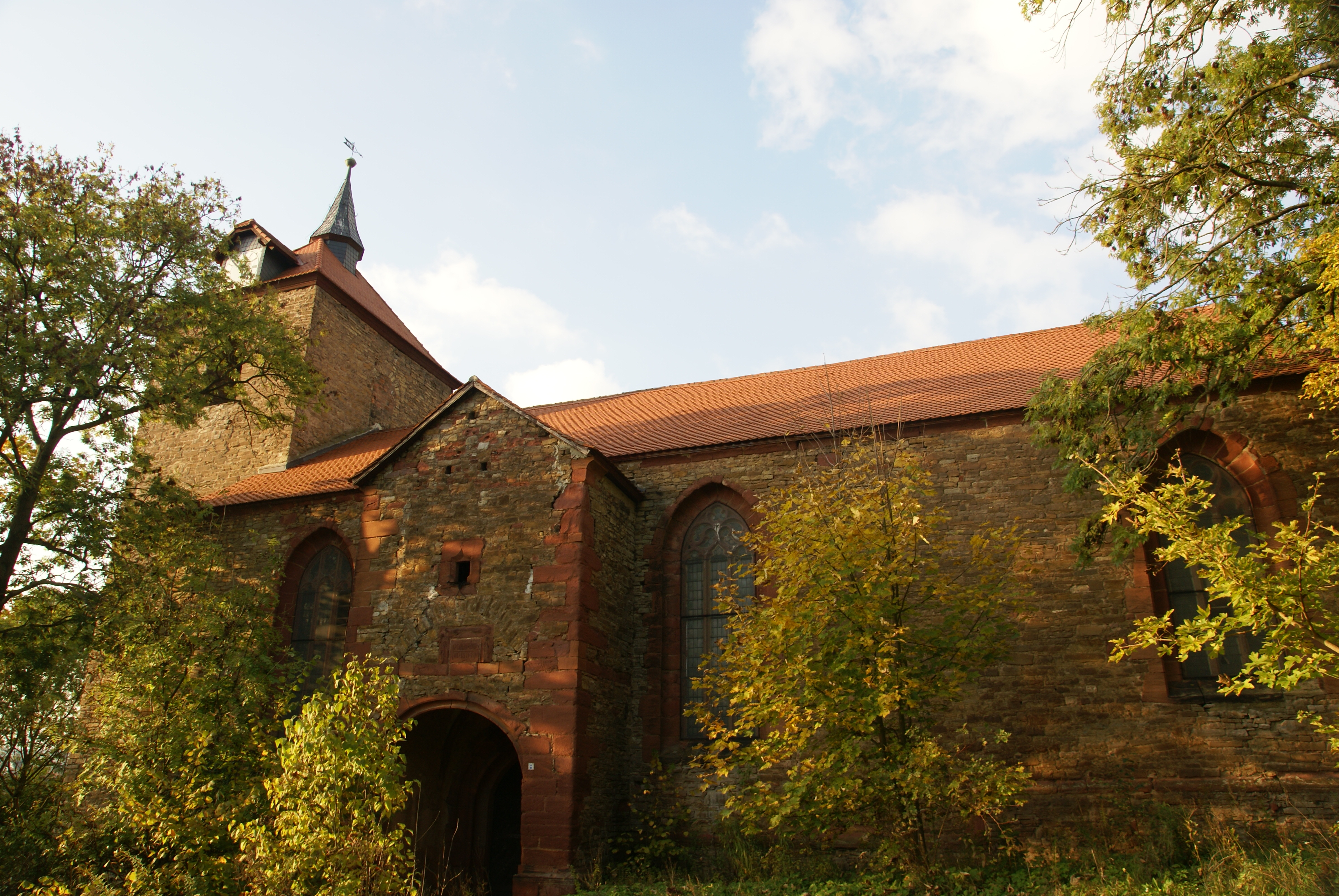
Die Kirche St. Ägidien

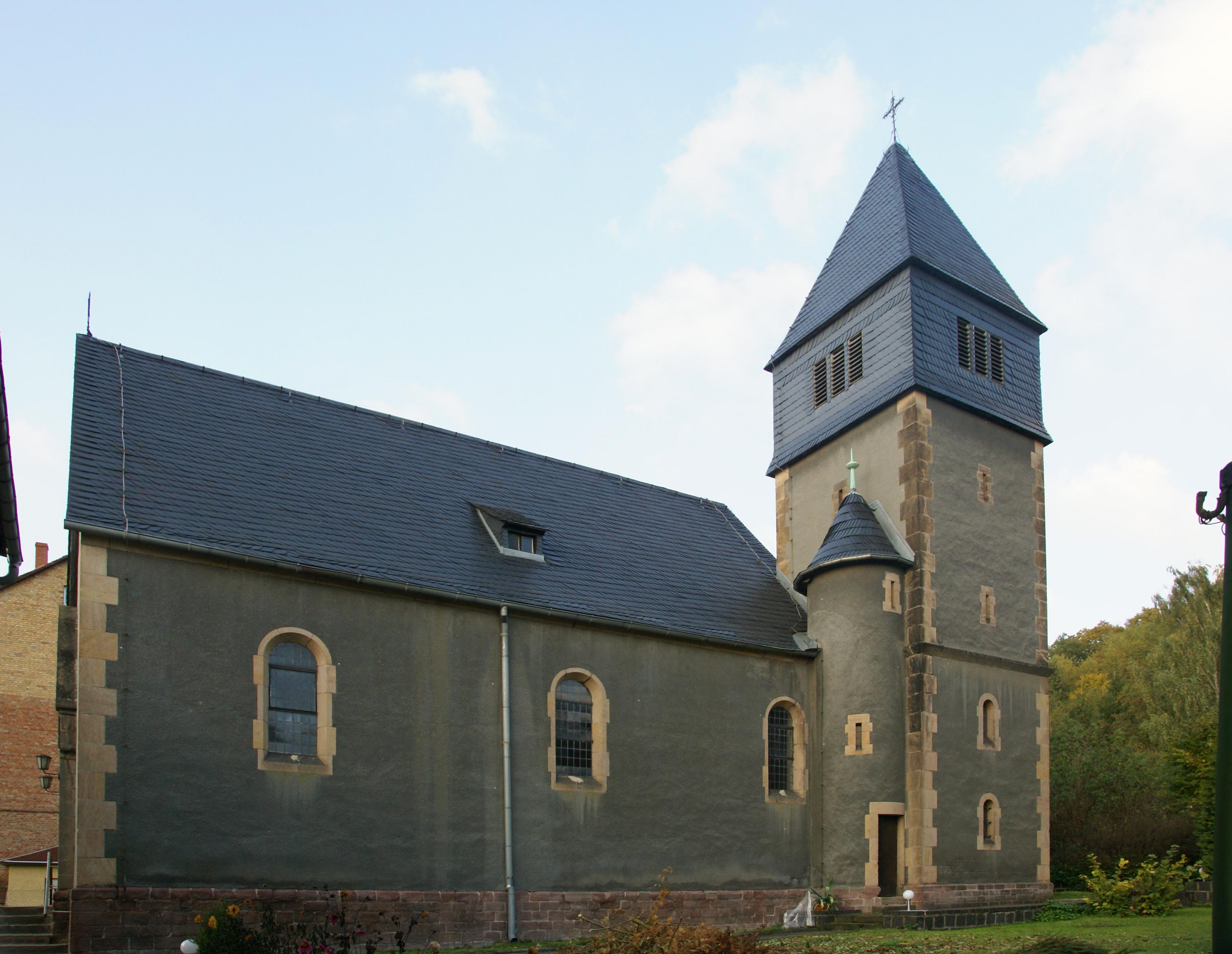
Die Kirche St. Liborius

Hergisdorf ist eine Gemeinde im Landkreis Mansfeld-Südharz in Sachsen-Anhalt. Sie gehört der Verbandsgemeinde Mansfelder Grund-Helbra an, die ihren Verwaltungssitz in der Gemeinde Helbra hat.

## Geografie
Die Gemeinde Hergisdorf liegt etwa vier Kilometer westlich von Eisleben.
Zu Hergisdorf gehört der Ortsteil Kreisfeld.

## Geschichte
1252 wurde die Gemeinde erstmals urkundlich erwähnt.
Am 1. Juli 1950 wurde die bis dahin eigenständige Gemeinde Kreisfeld eingegliedert.

## Politik

### Gemeinderat
Der Gemeinderat aus Hergisdorf setzt sich aus zwölf Gemeinderäten zusammen.
- FBH 3 Sitze
- CDU 1 Sitz
- SPD 3 Sitze
- VS 3 Sitze
- SV Germania 1 Sitz

(Stand: Kommunalwahl vom 25. Mai 2014)

### Bürgermeister
Der ehrenamtliche Bürgermeister, Jürgen Colawo, wurde zum ersten Mal am 15. November 2015 gewählt.

### Wappen
Blasonierung: „Gespalten von Blau über Gold, belegt mit gekreuztem, silbern-schwarzem Bergwerksgezähe.“ 
Die Farben der Gemeinde sind Blau-Gelb.

## Kultur und Sehenswürdigkeiten

### Bauwerke
- Evangelische Sankt-Ägidien-Kirche mit Wehrturm
- Katholische Sankt-Liborius-Kirche
- Freileitungsmast über der Bahnstrecke Berlin–Blankenheim[4]

## Wirtschaft und Infrastruktur

### Verkehr
Zur Bundesstraße 80, die Sangerhausen, Eisleben und Halle (Saale) verbindet, sind es in östlicher Richtung sechs Kilometer.
Der Haltepunkt Hergisdorf lag an der Bahnstrecke Berlin–Blankenheim. Der Haltepunkt ist stillgelegt und auf der Bahnstrecke findet in diesem Bereich kein Verkehr mehr statt.

## Söhne und Töchter
- Herbert Schneider (1926–2016), Physiker und Hochschullehrer
- Bernhard Sowinski (1931–2005), Germanist
- Elmar Weidenhaun (1931–2021), Kommunalpolitiker